# Basquetebol nos Jogos Olímpicos de Verão de 1952
O basquetebol nos Jogos Olímpicos de Verão de 1952 foi realizado em Helsinque, na Finlândia, com 23 equipes na disputa.
As seis melhores equipes nos Jogos de Londres em 1948, classificaram-se automaticamente para o torneio de 1952, assim como a Argentina, campeã mundial em 1950, os finalistas do campeonato europeu de 1951 (União Soviética e Checoslováquia) e a Finlândia, país sede. As outras treze equipes restantes participaram de uma fase preliminar para chegar-se as dezesseis nações que lutariam por medalhas na fase principal.

## Masculino
| Ouro | Prata | Bronze |
| USA Estados Unidos William Hougland Melvin Kelley Robert Kenney William Lienhard Clyde Lovellette Marcus Freiberger Victor Glasgow Frank McCabe Daniel Pippin Howard Williams Ronald Bontemps Robert Kurland Charles Hoag John Keller | URS União Soviética Stepas Butautas Iogan Fedorovich Lysov Kasis Petkyavichus Nodar Dzhordzhikiya Anatoly Konev Otar Mikhailovich Korkiya Ilmar Kullam Yuri Ozerov Aleksandr Moiseev Maigonis Valdmanis Heino Kruus Justinas Lagunavichus Viktor Vlasov Stasys Stonkus | URU Uruguai Martín Acosta y Lara Enrique Baliño Victorio Cieslinskas Héctor Costa Nelson Demarco Héctor García Otero Tabaré Larre Borges Adesio Lombardo Roberto Lovera Sergio Matto Wilfredo Peláez Carlos Rosello |

### Fase preliminar
Antes da fase de grupos, uma preliminar foi disputada. Equipes que perdessem dois jogos nessa fase eram eliminadas. Duas equipes de cada grupo avançavam para a fase seguinte.

#### Grupo A
| 14 de julho |       |         |
| Cuba        | 59–51 | Bélgica |
| Bulgária    | 69–59 | Suíça   |

Cuba e Bulgária que saíram vencedores na primeira rodada enfrentaram-se e a vitória búlgara o colocou na chave principal. Os perdedores da primeira rodada também enfrentaram-se e os suíços com a segunda derrota foram eliminados.
| 15 de julho |       |       |
| Bélgica     | 59–49 | Suíça |
| 17 de julho |       |       |
| Bulgária    | 62–56 | Cuba  |

Finalmente a equipe vencedora classificou-se ao lado da Bulgária e os perdedores eram eliminados como a Suíça.
| 18 de julho |       |         |
| Cuba        | 71–63 | Bélgica |

#### Grupo B
| 14 de julho |       |        |
| Hungria     | 75–68 | Grécia |
| Filipinas   | 57–47 | Israel |

Hungria e Filipinas que saíram vencedores na primeira rodada enfrentaram-se e a vitória filipina o colocou na chave principal. Os perdedores da primeira rodada também enfrentaram-se e os israelenses com a segunda derrota foram eliminados.
| 15 de julho |       |         |
| Grécia      | 54–52 | Israel  |
| 17 de julho |       |         |
| Filipinas   | 48–35 | Hungria |

Finalmente a equipe vencedora classificou-se ao lado das Filipinas e os perdedores eram eliminados como Israel.
| 18 de julho |       |        |
| Hungria     | 47–44 | Grécia |

#### Grupo C
Na primeira rodada, Itália e Turquia sofreram a primeira derrota.
| 14 de julho |       |         |
| Canadá      | 68–57 | Itália  |
| Egito       | 64–45 | Turquia |

A Romênia fez o seu primeiro jogo e perdeu para o Canadá. Itália e Turquia, perdedores na primeira rodada, enfrentaram-se a nova derrota turca os eliminou da disputa.
| 15 de julho |       |         |
| Canadá      | 72–51 | Romênia |
| Itália      | 49–37 | Turquia |

A Itália, que já acumulava uma derrota anterior, e a Romênia enfrentaram-se. A segunda derrota dos romenos os eliminou do torneio. Canadá e Egito que saíram vencedores no primeiro jogo enfrentaram-se, e os egipcios sofreram a primeira derrota.
| 17 de julho |       |         |
| Itália      | 53–39 | Romênia |
| Canadá      | 63–57 | Egito   |

A Itália fez o quarto jogo no torneio preliminar contra o Egito. Em jogo decisivo, os italianos sofreram sua segunda derrota e foram eliminados. O Egito avançou a fase principal ao lado do Canadá.
| 18 de julho |       |        |
| Egito       | 66–62 | Itália |

### Segunda fase
As duas melhores equipes de cada grupo avançavam a terceira fase.

#### Grupo 1
| Equipe             | Pts | J | V | D | PP  | PC  |
| ------------------ | --- | - | - | - | --- | --- |
| USA Estados Unidos | 6   | 3 | 3 | 0 | 195 | 139 |
| URU Uruguai        | 4   | 3 | 2 | 1 | 167 | 164 |
| TCH Checoslováquia | 2   | 3 | 1 | 2 | 161 | 164 |
| HUN Hungria        | 0   | 3 | 0 | 3 | 143 | 199 |

| 25 de julho    |       |                |
| Estados Unidos | 66–48 | Hungria        |
| Uruguai        | 53–51 | Checoslováquia |
| 26 de julho    |       |                |
| Uruguai        | 70–56 | Hungria        |
| Estados Unidos | 72–47 | Checoslováquia |
| 27 de julho    |       |                |
| Checoslováquia | 63–39 | Hungria        |
| Estados Unidos | 57–44 | Uruguai        |

#### Grupo 2
| Equipe              | Pts | J | V | D | PP  | PC  |
| ------------------- | --- | - | - | - | --- | --- |
| URS União Soviética | 6   | 3 | 3 | 0 | 192 | 143 |
| BUL Bulgária        | 4   | 3 | 2 | 1 | 163 | 182 |
| MEX México          | 2   | 3 | 1 | 2 | 172 | 171 |
| FIN Finlândia       | 0   | 3 | 0 | 3 | 147 | 178 |

| 25 de julho     |       |           |
| União Soviética | 74–46 | Bulgária  |
| México          | 66–48 | Finlândia |
| 26 de julho     |       |           |
| Bulgária        | 52–44 | México    |
| União Sovética  | 47–35 | Finlândia |
| 27 de julho     |       |           |
| Bulgária        | 65–64 | Finlândia |
| União Soviética | 71–62 | México    |

#### Grupo 3
| Equipe        | Pts | J | V | D | PP  | PC  |
| ------------- | --- | - | - | - | --- | --- |
| ARG Argentina | 6   | 3 | 3 | 0 | 239 | 196 |
| BRA Brasil    | 4   | 3 | 2 | 1 | 184 | 179 |
| PHI Filipinas | 2   | 3 | 1 | 2 | 192 | 221 |
| CAN Canadá    | 0   | 3 | 0 | 3 | 201 | 220 |

| 25 de julho |       |           |
| Argentina   | 85–59 | Filipinas |
| Brasil      | 57–55 | Canadá    |
| 26 de julho |       |           |
| Brasil      | 71–52 | Filipinas |
| Argentina   | 82–81 | Canadá    |
| 27 de julho |       |           |
| Filipinas   | 81–65 | Canadá    |
| Argentina   | 72–56 | Brasil    |

#### Grupo 4
| Equipe     | Pts | J | V | D | PP  | PC  |
| ---------- | --- | - | - | - | --- | --- |
| FRA França | 6   | 3 | 3 | 0 | 202 | 149 |
| CHI Chile  | 4   | 3 | 2 | 1 | 170 | 150 |
| EGY Egito  | 2   | 3 | 1 | 2 | 176 | 221 |
| CUB Cuba   | 0   | 3 | 0 | 3 | 149 | 177 |

| 25 de julho |       |       |
| França      | 92–64 | Egito |
| Chile       | 53–52 | Cuba  |
| 26 de julho |       |       |
| Chile       | 74–46 | Egito |
| França      | 58–42 | Cuba  |
| 27 de julho |       |       |
| França      | 52–43 | Chile |
| Egito       | 66–55 | Cuba  |

### Terceira fase
As duas equipes melhores colocadas em cada grupos avançavam a semifinal. As equipes restantes disputaram jogos classificatórios para definir suas posições.

#### Grupo A
| Equipe        | Pts | J | V | D | PP  | PC  |
| ------------- | --- | - | - | - | --- | --- |
| URU Uruguai   | 4   | 3 | 2 | 1 | 184 | 177 |
| ARG Argentina | 4   | 3 | 2 | 1 | 226 | 174 |
| BUL Bulgária  | 2   | 3 | 1 | 2 | 177 | 220 |
| FRA França    | 2   | 3 | 1 | 2 | 168 | 184 |

| 28 de julho |        |           |
| Argentina   | 100–56 | Bulgária  |
| França      | 58–56  | Uruguai   |
| 29 de julho |        |           |
| Uruguai     | 62–54  | Bulgária  |
| Argentina   | 61–52  | França    |
| 27 de julho |        |           |
| Bulgária    | 67–58  | França    |
| Uruguai     | 66–65  | Argentina |

#### Grupo B
| Equipe              | Pts | J | V | D | PP  | PC  |
| ------------------- | --- | - | - | - | --- | --- |
| USA Estados Unidos  | 6   | 3 | 3 | 0 | 246 | 166 |
| URS União Soviética | 4   | 3 | 2 | 1 | 190 | 195 |
| BRA Brasil          | 2   | 3 | 1 | 2 | 177 | 155 |
| CHI Chile           | 0   | 3 | 0 | 3 | 159 | 256 |

| 28 de julho     |        |                 |
| Estados Unidos  | 86–58  | União Soviética |
| Brasil          | 75–44  | Chile           |
| 29 de julho     |        |                 |
| Estados Unidos  | 103–55 | Chile           |
| União Soviética | 54–49  | Brasil          |
| 27 de julho     |        |                 |
| Estados Unidos  | 57–53  | Brasil          |
| União Soviética | 78–60  | Chile           |

### Classificação 5º-8º lugar
| 31 de julho |       |          |
| Chile       | 60–53 | Bulgária |
| Brasil      | 59–44 | França   |

#### 7º-8º lugar
| 1 de agosto |       |        |
| Bulgária    | 58–44 | França |

#### 5º-6º lugar
| 2 de agosto |       |        |
| Chile       | 58–49 | Brasil |

### Semifinal
| 31 de julho     |       |           |
| União Soviética | 61–57 | Uruguai   |
| Estados Unidos  | 85–76 | Argentina |

### Disputa pelo bronze
| 1 de agosto |       |           |
| Uruguai     | 68–59 | Argentina |

### Final
| 1 de agosto    |       |                 |
| Estados Unidos | 36–25 | União Soviética |

## Referência
- (em inglês) Relatório oficial dos Jogos Olímpicos de Helsinque 1952